# Ciclo de Deming

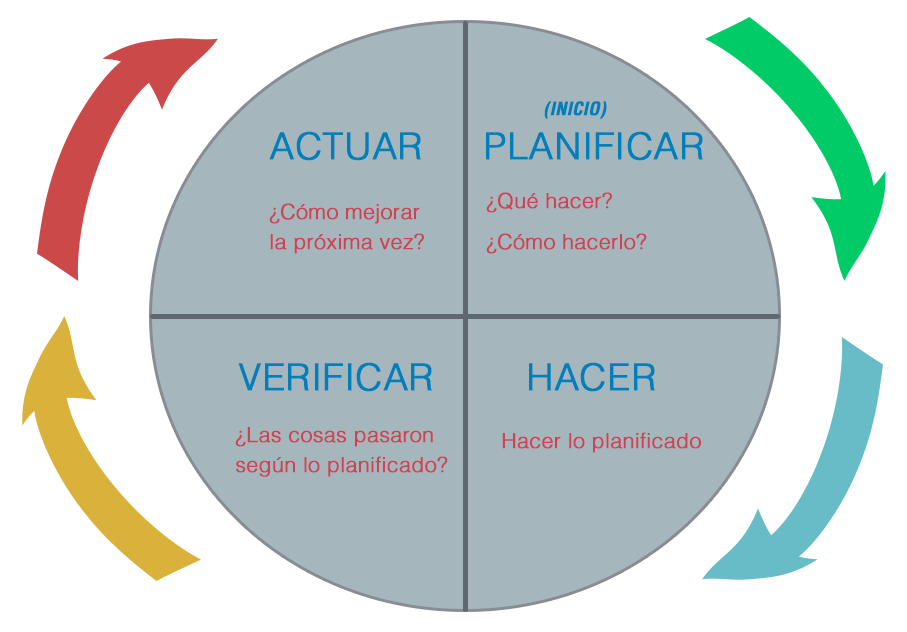
Las cuatro etapas del ciclo PHVA

El ciclo PHVA, ciclo de Deming o ciclo de Shewhart consiste en diseños iterativos y métodos de gestión desarrollados para iniciar procesos de mejora continua en diferentes empresas de producción de bienes y servicios. El ciclo PHVA consta de cuatro pasos: Planificar, Hacer, Verificar y Actuar; aunque también se le conoce como ciclo PHRA (Planificar, Hacer, Revisar y Actuar) o ciclo PDCA: Plan, Do, Check and Act.
Deming enfatizó el ciclo PDSA (Plan–Do–Study–Act) en lugar de PDCA para destacar el aprendizaje tras la verificación de los resultados.
Un aspecto destacado del ciclo PHVA es su flexibilidad para adaptarse a diferentes industrias y contextos. Por ejemplo, en el ámbito educativo, este ciclo se aplica en la mejora de procesos de enseñanza y aprendizaje mediante la evaluación y ajuste continuo de metodologías pedagógicas. Asimismo, en el sector público, se emplea para optimizar políticas y servicios orientados a la ciudadanía, fomentando la transparencia y la eficiencia en la gestión administrativa.
Además de su relación con las normas ISO, el ciclo PHVA ha sido una herramienta clave en el desarrollo de sistemas integrados de gestión (calidad, medio ambiente y seguridad laboral). Esto asegura no solo la calidad del producto o servicio, sino también el cumplimiento de normativas legales y la sostenibilidad de las operaciones.

## Origen
El ciclo de Shewhart fue desarrollado en 1939 por el físico, ingeniero y estadístico estadounidense Walter A. Shewhart al aplicar el método científico a los procesos de producción en cadena. A partir de una pequeña modificación del ciclo de Shewhart, William Edwards Deming presentó el ciclo de Deming en 1951 en Japón en donde luego fue conocido como el ciclo PHVA.

## Los 14 puntos de Deming
Deming cuenta con 14 puntos basados en las teorías de Shewhart, los catorce puntos no ofrecen una teoría exótica de comportamiento. No se mencionan las teorías X, Y o Z. Los catorces puntos son pragmáticos; están basados en observación de lo que ocurre en las empresas industriales y de servicios.
los catorce puntos de Deming son:
1. Crear constancia en el propósito de mejorar el producto y el servicio
2. Adoptar la nueva filosofía
3. Dejar de depender de la inspección en masa
4. Acabar con la práctica de hacer negocios sobre la base del precio
5. Mejorar constantemente y siempre el sistema de producción y servicio
6. Implementar la formación
7. Instituir el liderazgo
8. Desechar el miedo
9. Derribar las barreras entre las áreas de staff
10. Eliminar los lemas, las exhortaciones y las metas para la mano de obra
11. Eliminar los cupos numéricos para la mano de obra y los objetivos numéricos para los directivos
12. Derribar las barreras que privan a la gente de su derecho a estar orgullosa de su trabajo
13. Estimular la educación y la automejora de todo el mundo
14. Actuar para lograr la transformación[4][7]

## Aplicaciones típicas

### Industria Manufacturera: Aplicación en la Mejora de Calidad del Producto
- Planificar: Identificar defectos comunes en el producto durante la fase de ensamblaje. Por ejemplo, una empresa de electrónica podría notar que hay un alto porcentaje de fallos en los circuitos de sus dispositivos.
- Hacer: Implementar un proceso piloto para ajustar las especificaciones de ensamblaje y capacitar a los empleados en nuevas técnicas de soldadura y ensamblaje.
- Verificar: Evaluar los productos fabricados bajo las nuevas especificaciones para verificar si la tasa de defectos ha disminuido.
- Actuar: Si los cambios han reducido los defectos, estandarizar las nuevas técnicas de ensamblaje en toda la línea de producción. Si no, ajustar el plan y repetir el ciclo.

### Industria de Servicios: Aplicación en la Mejora de la Atención al Cliente
- Planificar: Una cadena de restaurantes identifica quejas recurrentes sobre largos tiempos de espera para el servicio.
- Hacer: Implementar un sistema de pedidos digitales para reducir los tiempos de espera y realizar una prueba en uno de los restaurantes.
- Verificar: Monitorear los tiempos de espera y la satisfacción del cliente en el restaurante piloto y comparar con los datos históricos.
- Actuar: Si el sistema digital mejora los tiempos de servicio y la satisfacción, implementarlo en todos los locales. Si no, realizar ajustes en el proceso de pedidos y repetir la prueba.

## Influencia en la calidad educativa
Las aportaciones de Joseph M. Juran a la gestión de la calidad han trascendido el ámbito empresarial y productivo, llegando a convertirse en referentes también en la educación superior. Su propuesta, conocida como la Trilogía de Juran —planificación, control y mejora de la calidad—, ha sido adaptada como modelo de gestión en instituciones educativas con el objetivo de garantizar procesos administrativos más eficientes y una enseñanza centrada en la mejora continua.
En este contexto, la planificación de la calidad se traduce en la definición de objetivos académicos, estándares de aprendizaje y programas curriculares diseñados de acuerdo con las necesidades de los estudiantes y de la sociedad. El control de la calidad se refleja en el seguimiento y evaluación constante del desempeño docente, los indicadores de aprendizaje, la acreditación institucional y la retroalimentación de los procesos formativos. Finalmente, la mejora de la calidad se materializa en la implementación de acciones correctivas y preventivas orientadas a la innovación pedagógica, actualización de planes de estudio y fortalecimiento de la gestión universitaria.
Diversos estudios señalan que aplicar el enfoque de Juran en el ámbito educativo permite reducir brechas en la formación académica, optimizar recursos, elevar la satisfacción estudiantil y mejorar la competitividad de las universidades en rankings de calidad. Por ejemplo, investigaciones recientes sostienen que la adopción de la Trilogía en instituciones de educación superior de América Latina ha permitido “diseñar un modelo de gestión de la calidad de los procesos tomando como base de partida la Trilogía de Juran”, lo que asegura una visión integral de la mejora continua tanto en la enseñanza como en la administración.

## Aplicaciones modernas
El Ciclo de Deming (Planificar, Hacer, Verificar, Actuar) sigue siendo una herramienta clave en la mejora continua de procesos en diversas industrias. A continuación, algunos ejemplos de su aplicación en la actualidad:
1. Industrias tecnológicas: Empresas como Google y Microsoft emplean el ciclo PHVA en el desarrollo ágil de software. Durante las etapas de planificación, prueban versiones beta de sus aplicaciones (Hacer), recogen retroalimentación de los usuarios (Verificar) y ajustan sus productos antes de lanzarlos (Actuar).
2. Sector de manufactura: En automotrices como Toyota, el PHVA se aplica en sus líneas de producción para garantizar la calidad del producto final y reducir desperdicios, siguiendo los principios del Lean Manufacturing.
3. Salud y servicios: En hospitales, el ciclo se usa para mejorar protocolos médicos. Por ejemplo, un hospital podría implementar un nuevo sistema de manejo de citas (Planificar), probarlo en un departamento (Hacer), medir el impacto en tiempos de espera (Verificar) y ajustarlo antes de expandirlo a toda la institución (Actuar).
4. Educación: Instituciones académicas utilizan el PHVA para desarrollar programas de estudio. Se planifican los contenidos, se implementan en un grupo piloto, se evalúan los resultados de aprendizaje y se ajustan antes de adoptarlos oficialmente.

## Relación con las normas ISO
El Ciclo de Deming es un componente fundamental dentro de las normas ISO, que buscan asegurar que los procesos de una organización cumplan con estándares internacionales de calidad y sean auditables. Ambos comparten el objetivo común de la mejora continua. Cuando se implementan de manera conjunta, el ciclo y las normas ISO ofrecen a las organizaciones una estructura robusta para identificar oportunidades de mejora, ejecutar cambios de manera efectiva y evaluar su impacto, lo que contribuye a un alto nivel de rendimiento organizacional y satisfacción del cliente.

## Relación con otras herramientas de calidad
El ciclo de Deming se considera una herramienta fundamental dentro del enfoque de mejora continua en la gestión de calidad. Su estructura cíclica de planificación, ejecución, verificación y actuación (PDCA) lo convierte en un marco adaptable que puede integrarse con diversas metodologías y sistemas de gestión.
Una de las principales herramientas relacionadas es Seis Sigma, una metodología basada en datos que busca reducir la variabilidad en los procesos y eliminar defectos. Aunque Seis Sigma utiliza un enfoque estructurado denominado DMAIC (Definir, Medir, Analizar, Mejorar, Controlar), este comparte principios similares al ciclo PDCA, especialmente en las etapas de mejora y control de procesos.<ref>George, M. L. (2003). Six Sigma for Every Business. McGraw-Hill.</ref>
El ciclo de Deming también se vincula estrechamente con el enfoque Kaizen, una filosofía japonesa centrada en la mejora continua a través de pequeños cambios diarios. Kaizen utiliza el ciclo PDCA como base operativa para implementar acciones de mejora incremental en todos los niveles de una organización.<ref>Imai, M. (1986). Kaizen: The Key to Japan’s Competitive Success. McGraw-Hill.</ref>
Asimismo, el PDCA se emplea en sistemas como Lean Manufacturing, donde la mejora de procesos, la eliminación de desperdicios y la estandarización de tareas se benefician de la aplicación sistemática del ciclo.<ref>Womack, J. P., & Jones, D. T. (1996). Lean Thinking: Banish Waste and Create Wealth in Your Corporation. Simon & Schuster.</ref>
Estas herramientas no son excluyentes, sino que frecuentemente se combinan para reforzar la gestión de calidad en distintos contextos organizacionales, permitiendo adaptarse a las necesidades específicas de cada industria o empresa.